# Émile Bertin (incrociatore)
L'Émile Bertin fu un incrociatore leggero della Marina Francese, nominato in onore dell'ingegnere del genio navale Louis-Émile Bertin. Le sue caratteristiche hanno ispirato la progettazione degli incrociatori leggeri francesi della classe la Galissonnière.

## Attività operativa
Progettato come nave polivalente in grado di assicurare missioni sia di sminamento sia di conduttore flottiglia di cacciatorpediniere, raggiungeva la velocità massima di 40,2 nodi (74,4 km/h) nelle prove, ciò che lo rendeva l'incrociatore più veloce del mondo a tale data ed il più elegante della Marina francese. Unico del suo tipo è la prima nave da guerra francese ad essere armata con torrette trinate da 152 mm.
Fino al 1939 navigò nell'Atlantico come nave ammiraglia di una flottiglia di dodici cacciatorpediniere. A tale data la nave fu utilizzato per il trasferimento dell'oro della Banca di Polonia da Beirut a Tolone. Nel 1940 fu utilizzato come nave ammiraglia del Gruppo Z, la flotta di appoggio del Corpo di Spedizione Francese in Norvegia nella battaglia di Narvik.
Nel maggio 1940 ebbe l'incarico di evacuare una parte dell'oro della Banca di Francia. Caricò 286 t di oro puro a Brest il 10 giugno 1940 per trasferirlo ad Halifax, arrivando a destinazione il 18 giugno. In seguito all'armistizio del 22 giugno 1940 gli inglesi decisero di prendere sotto il proprio controllo la flotta francese. La nave, comandata dal Capitano di vascello Robert Battet ebbe l'ordine dalle autorità di Vichy di raggiungere Fort-de-France nella Martinica. Sorvegliata dall'incrociatore pesante Devonshire il Bertin raggiunse Fort-de-France con il suo carico prezioso il 24 giugno 1940. L'oro fu immagazzinato a Fort Desaix fino al termine della guerra. Fece scalo nella baia di Fort-de-France con la portaerei Béarn, che aveva una dotazione di 35-40 aerei, e l'incrociatore leggero Jeanne d'Arc. Le tre navi vennero disarmate fra il 25 giugno 1940 ed il luglio 1943. La loro presenza e quella dell'oro della Banca di Francia provocarono il bloccodell'isola della Martinica da parte delle navi britanniche ed americane fino all'acquisizione delle Antille francesi da parte della Francia libera. Queste navi sfuggirono di poco alla distruzione il 3 luglio 1940 in seguito all'operazione Catapult dove l'ordine dato dall'Ammiragliato britannico di affondare gli incrociatori fu annullato per l'intervento personale in extremis del presidente statunitense Franklin D. Roosevelt. La nave restò alla fonda per tutto il 1941 e 1942, a parte due esercitazioni. Il 16 maggio 1942 cominciò ad essere disarmata sotto la pressione degli Stati Uniti.
Dopo la liberazione della Martinica da parte dell'esercito della Francia Libera e dopo il rifiuto dell'ordine di affondamento dato da Pierre Laval l'Émile Bertin fu ammodernato a Filadelfia dal settembre al novembre 1943. Fu riequipaggiato con un sonar e le sue installazioni aeronautiche furono sostituite con radar, così furono sostituiti anche i tubi lanciasiluri. Le sue artiglierie contraerei furono rinforzate con due torrette binate supplementari da 90 mm e modernizzate con 4 complessi quadrupli da 40 mm, gli originali cannoni contraerei da 37 mm e le mitragliatrici da 13,2 mm di origine francese furono sostituiti con 20 mitragliere da 20 mm. Le rotaie per la posa delle mine, che erano state smontate, non furono mai utilizzate.
Dopo l'ammodernamento rientrò nel Mediterraneo dove partecipò alle operazioni di appoggio navale allo sbarco in Provenza. Effettuò bombardamenti costieri contro le difese tedesche sulle coste italiane. Nell'ottobre 1945 salpò da Tolone con l'Indocina come destinazione. Ivi contribuì a diverse operazioni (in particolare allo sbarco nel Tonchino) ed ospitò a bordo l'incontro fra l'ammiraglio Thierry d'Argenlieu e Hô Chi Minh il 24 marzo 1946. Rientrò a Tolone nel luglio successivo. Da Tolone il 4 dicembre 1947, riportò in Francia le ceneri del generale Leclerc, tumulate nel Pantheon militare dell'Hôtel des Invalides a Parigi. Nel 1947 divenne nave scuola, e venne successivamente usato come nave bersaglio fra il suo disarmo nel 1952 e la sua uscita definitiva dal servizio nel 1959.

## Elenco dei comandanti
- Capitano di vascello Robert Battet (1940), alla partenza da Brest, a Halifax e successivamente a Fort-de-France
- Capitano di vascello Paul Ortoli (luglio - novembre 1944), nello sbarco in Provenza, Compagno dell'Ordine della Liberazione, Gran Croce della Legion d'onore